# Ben Lawson
Benjamin Ethan Lawson (Welwyn Garden City, 12 giugno 1995) è un cestista britannico.